# Бјековић
Бјековић је српско презиме које се може односити на следеће особе:
- Ненад Бјековић (1947), бивши југословенски и српски фудбалер, менаџер
- Ненад Бјековић (1974), бивши српски фудбалер